# جان میچین
جان میچین (انگلیسی: John Machin; زاده حدود ۱۶۸۶ - درگذشته ۹ ژوئن ۱۷۵۱ (۷۰-۷۱ سال)) ریاضی‌دان و ستاره‌شناس اهل بریتانیا بود.
وی همچنین برندهٔ جوایزی همچون همکار انجمن سلطنتی شده است.